# Vera (film fra 1915)
|  | Denne artikel er oprettet af botten PalnaBot ud fra en ekstern database. Den kan derfor have sproglige fejl eller mangler. Denne skabelon kan fjernes efter kontrol af indholdet. |

 For alternative betydninger, se Vera. (Se også artikler, som begynder med Vera)
Vera er en film instrueret af Emanuel Gregers.